# Givenchy-en-Gohelle
Givenchy-en-Gohelle ist eine französische Gemeinde mit 2049 Einwohnern (Stand 1. Januar 2022) im Département Pas-de-Calais in der Region Hauts-de-France. Sie gehört zum Arrondissement Lens und zum GemeindeverbandLens-Liévin.

## Lage
Die Gemeinde Givenchy-en-Gohelle liegt im Nordfranzösischen Kohlerevier, fünf Kilometer südwestlich der Innenstadt von Lens und 13 Kilometer nördlich der Innenstadt von Arras. Nachbargemeinden von Gennes-Ivergny sind Liévin im Norden, Avion im Nordosten, Vimy im Südosten, Neuville-Saint-Vaast im Süden, Souchez im Westen sowie Angres im Nordwesten. Unmittelbar westlich der Gemeinde verläuft die Autoroute A26, südöstlich die autobahnartig ausgebaute RN 17.

## Geschichte
Schon die Römer siedelten hier: mindestens eine „villa urbana“ stand hier auf dem Gemeindegebiet. Der Name  des Ortes wird abgeleitet von „juveniacum“, Besitz des Juvenius oder Juventus. 1329 wird der Ortsname das erste Mal schriftlich erwähnt, damals als Givenchy en le Gohelle.
Während des Ersten Weltkriegs wurde Givenchy-en-Gohelle vollständig zerstört. Das Dorf wurde wieder aufgebaut – die Bewohner räumten lieber den Schutt weg, als umzuziehen.

## Bevölkerungsentwicklung
| Jahr                       | 1962 | 1968 | 1975 | 1982 | 1990 | 1999 | 2006 | 2012 | 2022 |
| -------------------------- | ---- | ---- | ---- | ---- | ---- | ---- | ---- | ---- | ---- |
| Einwohner                  | 1508 | 1555 | 1627 | 1755 | 1973 | 2051 | 2088 | 2024 | 2049 |
| Quellen: Cassini und INSEE |      |      |      |      |      |      |      |      |      |

## Sehenswürdigkeiten
- In unmittelbarer Nähe des Ortes liegt auf dem Gemeindegebiet das Canadian National Vimy Memorial, ein Mahnmal für die mehr als 66.000 während des Ersten Weltkrieges, hauptsächlich in der Schlacht bei Arras im April 1917, gefallenen kanadischen Soldaten. Es ist das größte kanadische Mahnmal in Europa und wurde zwischen 1921 und 1936 errichtet. Es wurden 11.000 Tonnen Beton und 5.500 Tonnen aus Jugoslawien bezogene Steine verbaut.
- Ein weiteres Denkmal ist das marokkanische Mahnmal, das an in den Kämpfen von 1915 gefallene marokkanische Soldaten erinnert.

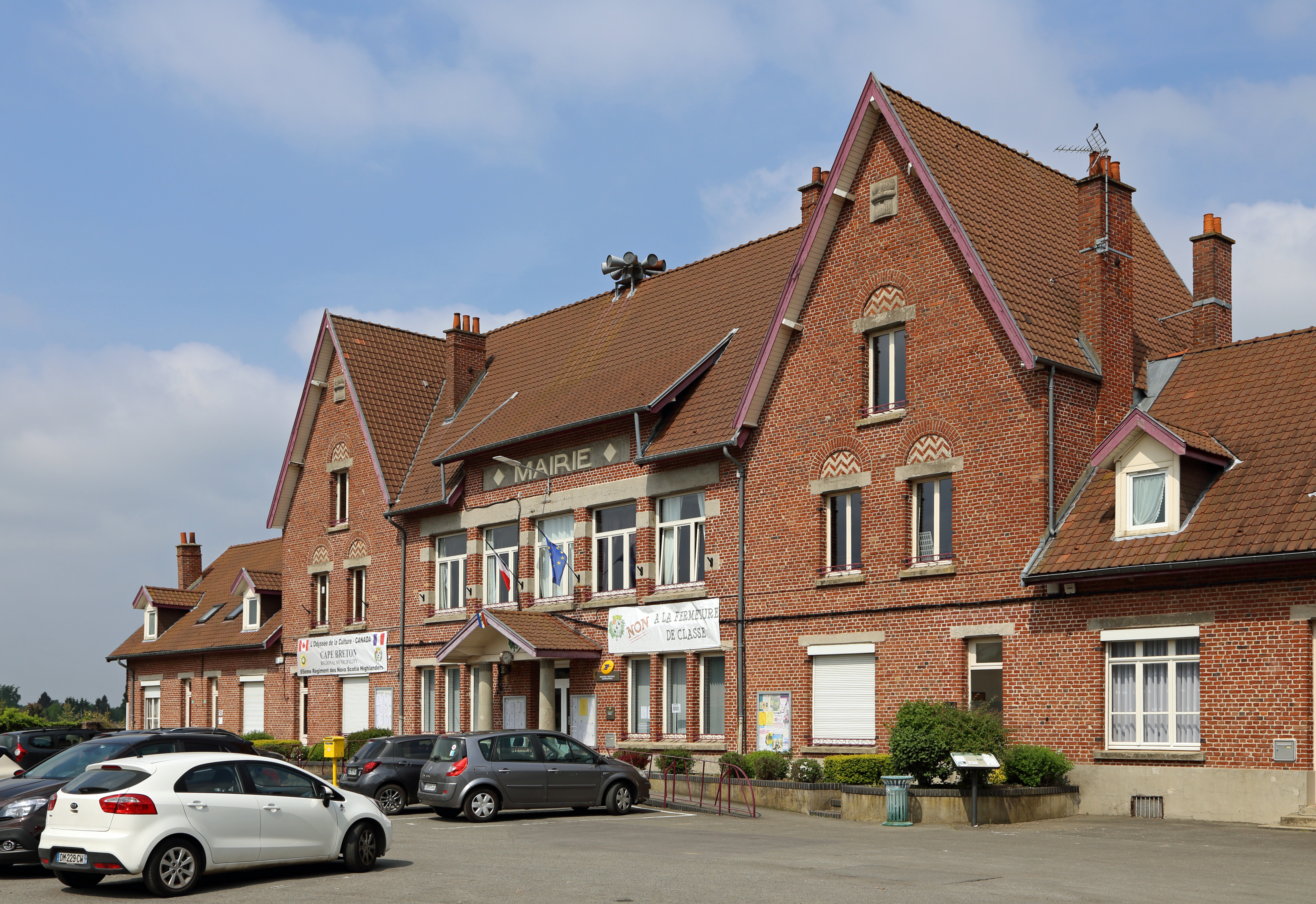
Rathaus
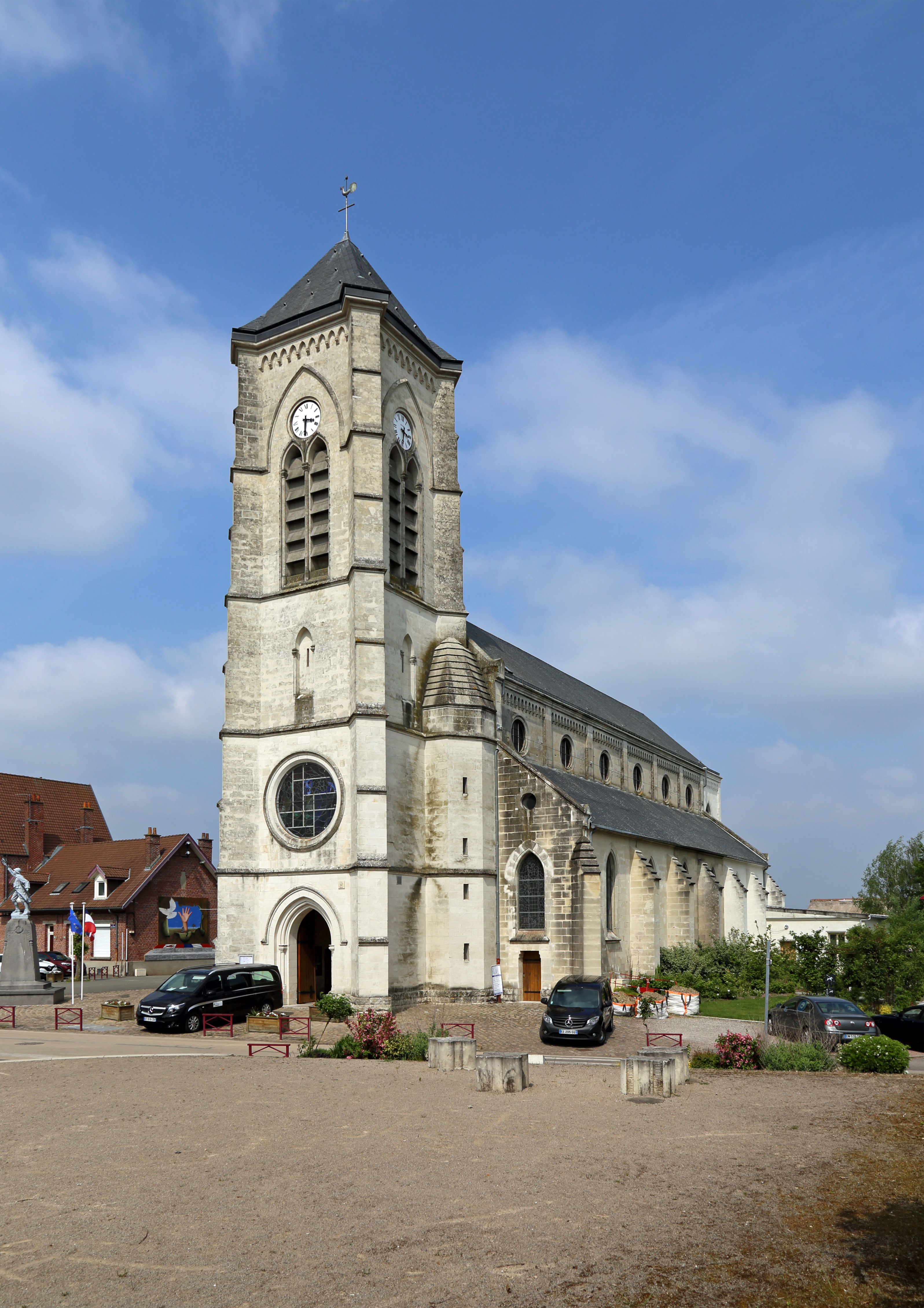
Martinikirche
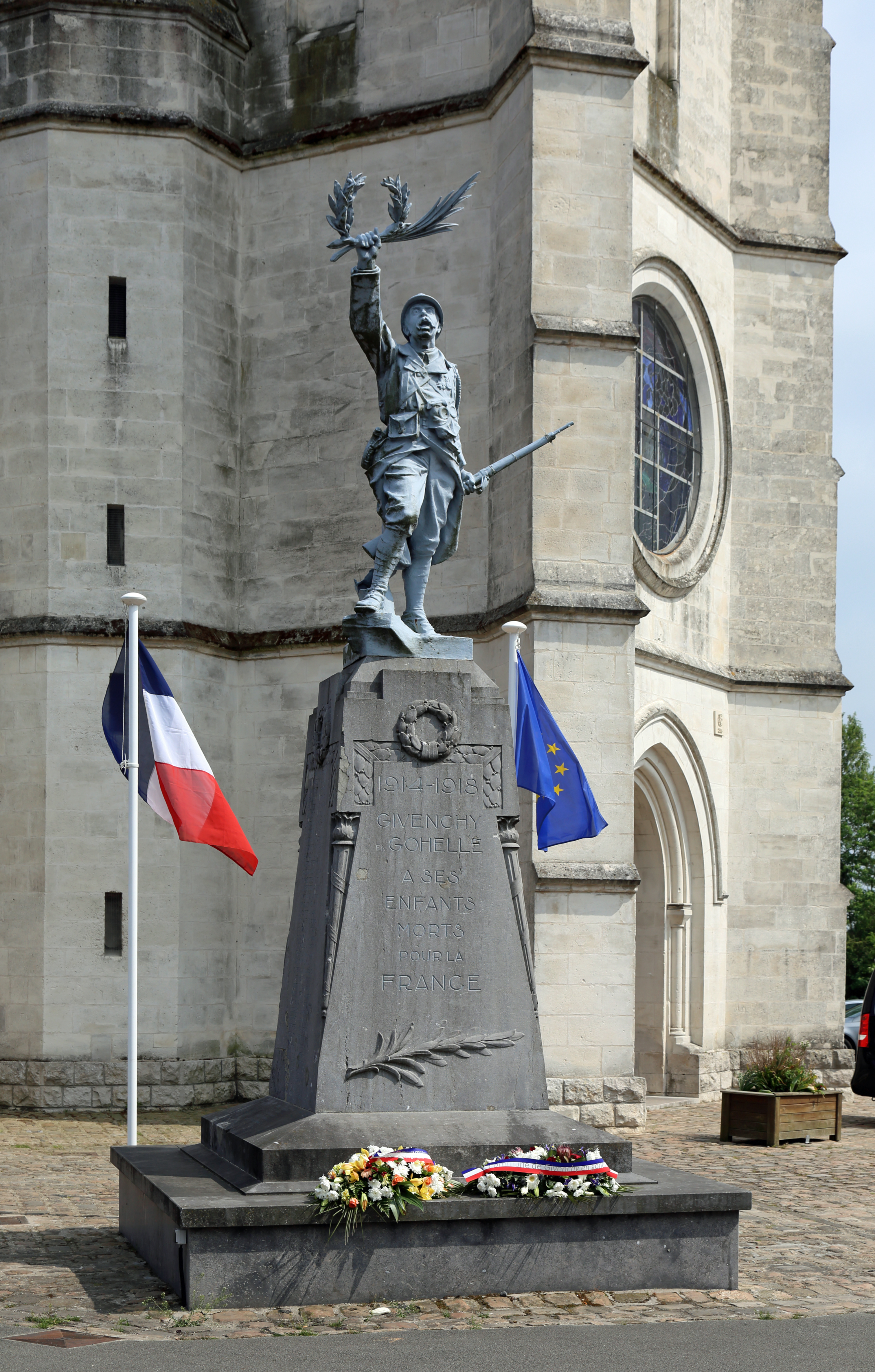
Gefallenendenkmal
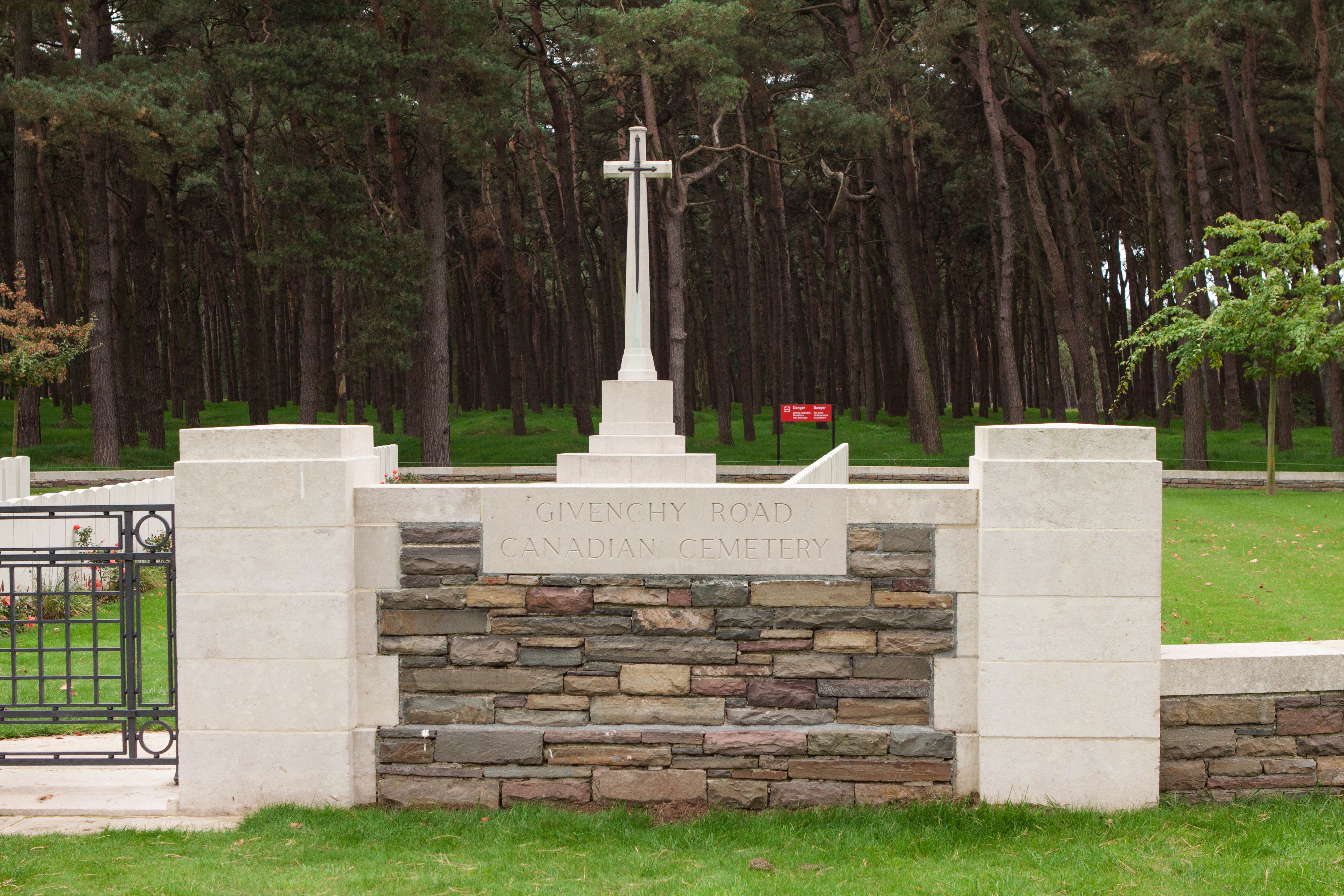
Givenchy Road Canadian
Marokkanisches Gefallenendenkmal